# Kerstin Boschert
Kerstin Boschert (* 20. August 1983 in Oberkirch) ist eine ehemalige deutsche Fußballspielerin.

## Werdegang
Boschert begann ihre Karriere beim SV Bad Peterstal. Über den SC Sand kam sie 2001 zum SC Freiburg. Zwischen 2007 und 2012 war sie Kapitänin der Bundesligamannschaft des Sportclub. Im Sommer 2012 wechselte sie zum FC Basel in die Schweiz. Die Mittelfeldspielerin spielt zuletzt für den Schweizer Erstligisten FC Basel, bevor sie Mai 2015 ihre aktive Karriere beendete.
In der U19-Nationalmannschaft kam Boschert zwei Mal zum Einsatz, in der U21 zehn Mal. Ein Kreuzbandriss beendete ihre Nationalmannschaftskarriere einstweilen.
Kerstin Boschert arbeitet als Lehrerin an den Gewerblichen und Hauswirtschaftlich-Sozialpflegerischen Schulen in Emmendingen, wo sie Sport und Biologie unterrichtet, und ist nebenher als Trainerin in einer privaten Fußballschule tätig.

## Statistik
| - 1. Bundesliga - Saison 2001/2002, SC Freiburg 12 Spiele, 1 Tor - Saison 2002/2003, SC Freiburg 19 Spiele, 1 Tor - Saison 2003/2004, SC Freiburg 20 Spiele - Saison 2004/2005, SC Freiburg 22 Spiele - Saison 2005/2006, SC Freiburg 19 Spiele, 2 Tore - Saison 2006/2007, SC Freiburg 2 Spiele - Saison 2007/2008, SC Freiburg 22 Spiele, 1 Tor - Saison 2008/2009, SC Freiburg 21 Spiele, 2 Tore - Saison 2009/2010, SC Freiburg 20 Spiele - Saison 2010/2011, SC Freiburg (zweite Liga) 13 Spiele, 7 Tore - Saison 2011/2012, SC Freiburg 20 Spiele, 2 Tore | - DFB-Pokal - Saison 2001/2002, SC Freiburg 2 Spiele - Saison 2002/2003, SC Freiburg 2 Spiele - Saison 2003/2004, SC Freiburg 1 Spiel - Saison 2004/2005, SC Freiburg 3 Spiele - Saison 2005/2006, SC Freiburg 1 Spiel - Saison 2007/2008, SC Freiburg 2 Spiele - Saison 2008/2009, SC Freiburg 4 Spiele, 1 Tor - Saison 2009/2010, SC Freiburg 2 Spiele - Saison 2010/2011, SC Freiburg 1 Spiel - Saison 2011/2012, SC Freiburg 2 Spiele, 1 Tor |

## Erfolge
3. Platz bei der U-19-Fußball-Weltmeisterschaft der Frauen 2002